# Dixième district congressionnel du Texas
Le 10e district congressionnel du Texas s'étend de la partie nord-ouest de la région du Grand Houston jusqu'à la région du Grand Austin. Il comprend les banlieues de Houston telles que Katy, Cypress, Tomball et Prairie View, les villes du centre-est du Texas, notamment Brenham et Columbus, ainsi que le nord d'Austin et certaines banlieues, dont Pflugerville, Bastrop, Manor et Elgin. Le Représentant actuel est le Républicain Michael McCaul.
La plupart du temps, de 1903 à 2005, le 10e était centré sur Austin. Il comprenait à l'origine de grandes parties du Texas Hill Country. Le futur Président Lyndon B. Johnson a représenté ce district de 1937 à 1949. Au cours de la seconde moitié du XXe siècle, la croissance spectaculaire d'Austin a permis au district de devenir plus compact au fil des ans. Dans les années 1990, il était réduit à un peu plus qu'Austin lui-même et ses banlieues environnantes du Comté de Travis.
Cependant, lors d'un redécoupage mené au milieu de la décennie en 2003, le 10e a été radicalement modifié. Il a perdu une grande partie de la partie sud de son territoire. Pour compenser la perte de population, il a été étendu jusqu'aux périphéries extérieures de Houston, rendant le nouveau district fortement républicain. Lloyd Doggett, le Démocrate sortant pour cinq mandats, a été contraint d'être transféré dans un autre district. McCaul a remporté le siège vacant en 2004 et l'occupe depuis.

## Historique de vote
| Année | Poste     | Résultats               |
| ----- | --------- | ----------------------- |
| 2000  | Président | Gore 48,9 % - 48,4 %    |
| 2004  | Président | Bush 50,7 % - 48,3 %    |
| 2008  | Président | Obama 52,9 % - 45,6 %   |
| 2012  | Président | Obama 51,0 % - 47,2 %   |
| 2016  | Président | Clinton 48,0 % - 45,9 % |
| 2020  | Président | Biden 51,3 % - 46,8 %   |

## Liste des Représentants du district
| Membre                          | Parti       | Années                              | Congrès     | Histoire électorale | Zone géographique |
| ------------------------------- | ----------- | ----------------------------------- | ----------- | --- | --- |
| District établit le 4 mars 1883 |             |                                     |             | | |
| John Hancock (en)               | Démocrate   | 4 mars 1883 - 3 mars 1885           | 48e         | Élu en 1882. Retrait. | Bandera, Bastrop, Bexar, Blanco, Burnet, Coleman, Comal, Concho, Crockett, Edwards, Gillespie, Kendall, Kerr, Kimble, Kinney, Lampasas, Llano, Mason, Medina, Menard, McCulloch, Runnels, San Saba, Travis, Uvalde, et Williamson. |
| Joseph D. Sayers (en)           | Démocrate   | 4 mars 1885 - 3 mars 1893           | 49e - 52e   | Élu en 1884. Réélu en 1886. Réélu en 1888. Réélu en 1890. Redécoupage vers le 9e district. | Texas Hill Country |
| Walter Gresham (en)             | Démocrate   | 4 mars 1893 - 3 mars 1895           | 53e         | Élu en 1892. Perd sa renomination. | Texas Hill Country |
| Miles Crowley (en)              | Démocrate   | 4 mars 1895 - 3 mars 1897           | 54e         | Élu en 1894. Retrait. | Texas Hill Country |
| Robert B. Hawley (en)           | Républicain | 4 mars 1897 - 3 mars 1901           | 55e , 56e   | Élu en 1896. Réélu en 1898. Retrait. | Texas Hill Country |
| George F. Burgess (en)          | Démocrate   | 4 mars 1901 - 3 mars 1903           | 57e         | Élu en 1900. Redécoupage vers le 9e district. | Texas Hill Country |
| Albert S. Burleson              | Démocrate   | 4 mars 1903 - 6 mars 1913           | 58e - 63e   | Redécoupage depuis le 9e district et réélu en 1902. Réélu en 1904. Réélu en 1906. Réélu en 1908. Réélu en 1910. Réélu en 1912. Démissionne pour devenir Directuer de la Poste des États-Unis.                                                                                        | Texas Hill Country |
| Vacant                          | Vacant      | 6 mars 1913 - 15 avril 1913         | 63e         | | Texas Hill Country |
| James P. Buchanan               | Démocrate   | 15 avril 1913 - 22 février 1937     | 63e - 75e   | Élu pour terminer le mandat de Burleson. Réélu en 1914. Réélu en 1916. Réélu en 1918. Réélu en 1920. Réélu en 1922. Réélu en 1924. Réélu en 1926. Réélu en 1928. Réélu en 1930. Réélu en 1932. Réélu en 1934. Réélu en 1936. Décès.                                                  | Texas Hill Country |
| Vacant                          | Vacant      | 22 février 1937 - 10 avril 1937     | 75e         | | Texas Hill Country |
| Lyndon B. Johnson               | Démocrate   | 10 avril 1937 - 3 janvier 1949      | 75e - 80e   | Élu pour terminer le mandat de Buchanan. Réélu en 1938. Réélu en 1940. Réélu en 1942. Réélu en 1944. Réélu en 1946. Retrait pour se présenter comme Sénateur des États-Unis. | Texas Hill Country |
| Homer Thornberry (en)           | Démocrate   | 3 janvier 1949 - 20 décembre 1963   | 81e - 88e   | Élu en 1948. Réélu en 1950. Réélu en 1952. Réélu en 1954. Réélu en 1956. Réélu en 1958. Réélu en 1960. Réélu en 1962. Démissionne pour devenir Juge des États-Unis pour le District Ouest du Texas.                                                                                  | Texas Hill Country |
| Vacant                          | Vacant      | 20 décembre 1963 - 21 décembre 1963 | 88e         | | Texas Hill Country |
| J. J. Pickle (en)               | Démocrate   | 21 décembre 1963 - 3 janvier 1995   | 88e - 103e  | Élu pour terminer le mandat de Thornberry. Réélu en 1964. Réélu en 1966. Réélu en 1968. Réélu en 1970. Réélu en 1972. Réélu en 1974. Réélu en 1976. Réélu en 1978. Réélu en 1980. Réélu en 1982. Réélu en 1984. Réélu en 1986. Réélu en 1988. Réélu en 1990. Réélu en 1992. Retrait. | Texas Hill Country |
| Lloyd Doggett                   | Démocrate   | 3 janvier 1995 - 3 janvier 2005     | 104e - 108e | Élu en 1994. Réélu en 1996. Réélu en 1998. Réélu en 2000. Réélu en 2002. Redécoupage vers le 25e district. | 1995–2005: Comté de Travis : Austin et banlieues environnantes |
| Michael McCaul                  | Républicain | 3 janvier 2005 - Présent            | 109e - 119e | Élu en 2004. Réélu en 2006. Réélu en 2008. Réélu en 2010. Réélu en 2012. Réélu en 2014. Réélu en 2016. Réélu en 2018. Réélu en 2020. Réélu en 2022. Réélu en 2024. | 2005–2013 |
| Michael McCaul                  | Républicain | 3 janvier 2005 - Présent            | 109e - 119e | Élu en 2004. Réélu en 2006. Réélu en 2008. Réélu en 2010. Réélu en 2012. Réélu en 2014. Réélu en 2016. Réélu en 2018. Réélu en 2020. Réélu en 2022. Réélu en 2024. | 2013–2023 Austin, Bastrop (en partie), Colorado, Fayette, Harris (en partie), Lee (en partie), Travis (en partie), Waller, Washington                                                                                              |
| Michael McCaul                  | Républicain | 3 janvier 2005 - Présent            | 109e - 119e | Élu en 2004. Réélu en 2006. Réélu en 2008. Réélu en 2010. Réélu en 2012. Réélu en 2014. Réélu en 2016. Réélu en 2018. Réélu en 2020. Réélu en 2022. Réélu en 2024. | 2023–Présent Austin, Bastrop (en partie), Brazos, Burleson, Colorado, Fayette, Grimes, Lee, Madison, Travis (en partie), Waller, Washington et Williamson (en partie)                                                              |

## Résultats des récentes élections
Voici les résultats des dix précédents cycles électoraux dans le district.

### 2004
| Élection de 2002 du 10e district congressionnel du Texas | Élection de 2002 du 10e district congressionnel du Texas | Élection de 2002 du 10e district congressionnel du Texas | Élection de 2002 du 10e district congressionnel du Texas | Élection de 2002 du 10e district congressionnel du Texas |
| -------------------------------------------------------- | -------------------------------------------------------- | -------------------------------------------------------- | -------------------------------------------------------- | -------------------------------------------------------- |
| Parti                                                    | Parti                                                    | Candidat                                                 | Votes                                                    | %                                                        |
|                                                          | Républicain                                              | Michael McCaul                                           | 182 113                                                  | 78,6                                                     |
|                                                          | Libertarien                                              | Robert Frtische                                          | 35 569                                                   | 15,4                                                     |
|                                                          | Write-In                                                 | Lorenzo Sadun                                            | 13 961                                                   | 6,0                                                      |
| Total des votes                                          | Total des votes                                          | Total des votes                                          | 231 643                                                  | 100 %                                                    |
|                                                          | Les Républicains prennent aux Démocrates                 |                                                          |                                                          |                                                          |

### 2006
| Élection de 2006 du 10e district congressionnel du Texas | Élection de 2006 du 10e district congressionnel du Texas | Élection de 2006 du 10e district congressionnel du Texas | Élection de 2006 du 10e district congressionnel du Texas | Élection de 2006 du 10e district congressionnel du Texas |
| -------------------------------------------------------- | -------------------------------------------------------- | -------------------------------------------------------- | -------------------------------------------------------- | -------------------------------------------------------- |
| Parti                                                    | Parti                                                    | Candidat                                                 | Votes                                                    | %                                                        |
|                                                          | Républicain                                              | Michael McCaul (sortant)                                 | 97 618                                                   | 55,32                                                    |
|                                                          | Démocrate                                                | Ted Ankrum                                               | 71 232                                                   | 40,37                                                    |
|                                                          | Libertarien                                              | Michael Badnarik                                         | 7 603                                                    | 4,31                                                     |
| Total des votes                                          | Total des votes                                          | Total des votes                                          | 176 453                                                  | 100 %                                                    |
|                                                          | Les Républicains conservent                              |                                                          |                                                          |                                                          |

### 2008
| Élection de 2008 du 10e district congressionnel du Texas | Élection de 2008 du 10e district congressionnel du Texas | Élection de 2008 du 10e district congressionnel du Texas | Élection de 2008 du 10e district congressionnel du Texas | Élection de 2008 du 10e district congressionnel du Texas |
| -------------------------------------------------------- | -------------------------------------------------------- | -------------------------------------------------------- | -------------------------------------------------------- | -------------------------------------------------------- |
| Parti                                                    | Parti                                                    | Candidat                                                 | Votes                                                    | %                                                        |
|                                                          | Républicain                                              | Michael McCaul (sortant)                                 | 179 493                                                  | 53,9                                                     |
|                                                          | Démocrate                                                | Larry Joe Doherty                                        | 143 719                                                  | 43,1                                                     |
|                                                          | Libertarien                                              | Matt Finkel                                              | 9 871                                                    | 2,96                                                     |
| Total des votes                                          | Total des votes                                          | Total des votes                                          | 9871                                                     | 100 %                                                    |
|                                                          | Les Républicains conservent                              |                                                          |                                                          |                                                          |

### 2010
| Élection de 2010 du 10e district congressionnel du Texas | Élection de 2010 du 10e district congressionnel du Texas | Élection de 2010 du 10e district congressionnel du Texas | Élection de 2010 du 10e district congressionnel du Texas | Élection de 2010 du 10e district congressionnel du Texas |
| -------------------------------------------------------- | -------------------------------------------------------- | -------------------------------------------------------- | -------------------------------------------------------- | -------------------------------------------------------- |
| Parti                                                    | Parti                                                    | Candidat                                                 | Votes                                                    | %                                                        |
|                                                          | Républicain                                              | Michael McCaul (sortant)                                 | 144 980                                                  | 64,67                                                    |
|                                                          | Démocrate                                                | Ted Ankrum                                               | 74 086                                                   | 33,05                                                    |
|                                                          | Libertarien                                              | Jeremiah "JP" Perkins                                    | 5 105                                                    | 2,28                                                     |
| Total des votes                                          | Total des votes                                          | Total des votes                                          | 224 171                                                  | 100 %                                                    |
|                                                          | Les Républicains conservent                              |                                                          |                                                          |                                                          |

### 2012
| Élection de 2012 du 10e district congressionnel du Texas | Élection de 2012 du 10e district congressionnel du Texas | Élection de 2012 du 10e district congressionnel du Texas | Élection de 2012 du 10e district congressionnel du Texas | Élection de 2012 du 10e district congressionnel du Texas |
| -------------------------------------------------------- | -------------------------------------------------------- | -------------------------------------------------------- | -------------------------------------------------------- | -------------------------------------------------------- |
| Parti                                                    | Parti                                                    | Candidat                                                 | Votes                                                    | %                                                        |
|                                                          | Républicain                                              | Michael McCaul (sortant)                                 | 159 783                                                  | 60,52                                                    |
|                                                          | Démocrate                                                | Tawana Walter-Cadien                                     | 95 710                                                   | 36,25                                                    |
|                                                          | Libertarien                                              | Richard Priest                                           | 8 526                                                    | 3,23                                                     |
| Total des votes                                          | Total des votes                                          | Total des votes                                          | 264 019                                                  | 100 %                                                    |
|                                                          | Les Républicains conservent                              |                                                          |                                                          |                                                          |

### 2014
| Élection de 2014 du 10e district congressionnel du Texas | Élection de 2014 du 10e district congressionnel du Texas | Élection de 2014 du 10e district congressionnel du Texas | Élection de 2014 du 10e district congressionnel du Texas | Élection de 2014 du 10e district congressionnel du Texas |
| -------------------------------------------------------- | -------------------------------------------------------- | -------------------------------------------------------- | -------------------------------------------------------- | -------------------------------------------------------- |
| Parti                                                    | Parti                                                    | Candidat                                                 | Votes                                                    | %                                                        |
|                                                          | Républicain                                              | Michael McCaul (sortant)                                 | 109 726                                                  | 62,2                                                     |
|                                                          | Démocrate                                                | Tawana Walter-Cadien                                     | 60 243                                                   | 34,1                                                     |
|                                                          | Libertarien                                              | Bill Kelsey                                              | 6 491                                                    | 3,7                                                      |
| Total des votes                                          | Total des votes                                          | Total des votes                                          | 176 460                                                  | 100 %                                                    |
|                                                          | Les Républicains conservent                              |                                                          |                                                          |                                                          |

### 2016
| Élection de 2016 du 10e district congressionnel du Texas | Élection de 2016 du 10e district congressionnel du Texas | Élection de 2016 du 10e district congressionnel du Texas | Élection de 2016 du 10e district congressionnel du Texas | Élection de 2016 du 10e district congressionnel du Texas |
| -------------------------------------------------------- | -------------------------------------------------------- | -------------------------------------------------------- | -------------------------------------------------------- | -------------------------------------------------------- |
| Parti                                                    | Parti                                                    | Candidat                                                 | Votes                                                    | %                                                        |
|                                                          | Républicain                                              | Michael McCaul (sortant)                                 | 179 221                                                  | 57,3                                                     |
|                                                          | Démocrate                                                | Tawana W. Cadien                                         | 120 170                                                  | 38,5                                                     |
|                                                          | Libertarien                                              | Bill Kelsey                                              | 13 209                                                   | 4,2                                                      |
| Total des votes                                          | Total des votes                                          | Total des votes                                          | 312 600                                                  | 100 %                                                    |
|                                                          | Les Républicains conservent                              |                                                          |                                                          |                                                          |

### 2018
| Élection de 2018 du 10e district congressionnel du Texas, | Élection de 2018 du 10e district congressionnel du Texas, | Élection de 2018 du 10e district congressionnel du Texas, | Élection de 2018 du 10e district congressionnel du Texas, | Élection de 2018 du 10e district congressionnel du Texas, |
| --------------------------------------------------------- | --------------------------------------------------------- | --------------------------------------------------------- | --------------------------------------------------------- | --------------------------------------------------------- |
| Parti                                                     | Parti                                                     | Candidat                                                  | Votes                                                     | %                                                         |
|                                                           | Républicain                                               | Michael McCaul (sortant)                                  | 157 166                                                   | 51,1                                                      |
|                                                           | Démocrate                                                 | Mike Siegel                                               | 144 034                                                   | 46,8                                                      |
|                                                           | Libertarien                                               | Mike Ryan                                                 | 6 627                                                     | 2,1                                                       |
| Total des votes                                           | Total des votes                                           | Total des votes                                           | 307 827                                                   | 100 %                                                     |
|                                                           | Les Républicains conservent                               |                                                           |                                                           |                                                           |

### 2020
| Élection de 2020 du 10e district congressionnel du Texas | Élection de 2020 du 10e district congressionnel du Texas | Élection de 2020 du 10e district congressionnel du Texas | Élection de 2020 du 10e district congressionnel du Texas | Élection de 2020 du 10e district congressionnel du Texas |
| -------------------------------------------------------- | -------------------------------------------------------- | -------------------------------------------------------- | -------------------------------------------------------- | -------------------------------------------------------- |
| Parti                                                    | Parti                                                    | Candidat                                                 | Votes                                                    | %                                                        |
|                                                          | Républicain                                              | Michael McCaul (sortant)                                 | 217 216                                                  | 52,5                                                     |
|                                                          | Démocrate                                                | Mike Siegel                                              | 187 686                                                  | 45,3                                                     |
|                                                          | Libertarien                                              | Roy Eriksen                                              | 8 992                                                    | 2,2                                                      |
| Total des votes                                          | Total des votes                                          | Total des votes                                          | 413 894                                                  | 100 %                                                    |
|                                                          | Les Républicains conservent                              |                                                          |                                                          |                                                          |

### 2022
| Primaire Républicaine de 2022 du 10e district congressionnel du Texas | Primaire Républicaine de 2022 du 10e district congressionnel du Texas | Primaire Républicaine de 2022 du 10e district congressionnel du Texas | Primaire Républicaine de 2022 du 10e district congressionnel du Texas | Primaire Républicaine de 2022 du 10e district congressionnel du Texas |
| --------------------------------------------------------------------- | --------------------------------------------------------------------- | --------------------------------------------------------------------- | --------------------------------------------------------------------- | --------------------------------------------------------------------- |
| Parti                                                                 | Parti                                                                 | Candidat                                                              | Votes                                                                 | %                                                                     |
|                                                                       | Républicain                                                           | Michael McCaul (sortant)                                              | 63 920                                                                | 100 %                                                                 |

| Primaire Démocrate de 2022 du 10e district congressionnel du Texas | Primaire Démocrate de 2022 du 10e district congressionnel du Texas | Primaire Démocrate de 2022 du 10e district congressionnel du Texas | Primaire Démocrate de 2022 du 10e district congressionnel du Texas | Primaire Démocrate de 2022 du 10e district congressionnel du Texas |
| ------------------------------------------------------------------ | ------------------------------------------------------------------ | ------------------------------------------------------------------ | ------------------------------------------------------------------ | ------------------------------------------------------------------ |
| Parti                                                              | Parti                                                              | Candidat                                                           | Votes                                                              | %                                                                  |
|                                                                    | Démocrate                                                          | Linda Nuno                                                         | 20 537                                                             | 100 %                                                              |

| Élection de 2022 du 10e district congressionnel du Texas | Élection de 2022 du 10e district congressionnel du Texas | Élection de 2022 du 10e district congressionnel du Texas | Élection de 2022 du 10e district congressionnel du Texas | Élection de 2022 du 10e district congressionnel du Texas |
| -------------------------------------------------------- | -------------------------------------------------------- | -------------------------------------------------------- | -------------------------------------------------------- | -------------------------------------------------------- |
| Parti                                                    | Parti                                                    | Candidat                                                 | Votes                                                    | %                                                        |
|                                                          | Républicain                                              | Michael McCaul (sortant)                                 | 159 469                                                  | 63,3                                                     |
|                                                          | Démocrate                                                | Linda Nuno                                               | 86 404                                                   | 34,3                                                     |
|                                                          | Libertarien                                              | Bill Kelsey                                              | 6 064                                                    | 2,4                                                      |
| Total des votes                                          | Total des votes                                          | Total des votes                                          | 251 937                                                  | 100 %                                                    |
|                                                          | Les Républicains conservent                              |                                                          |                                                          |                                                          |

### 2024
| Primaire Républicaine de 2024 du 10e district congressionnel du Texas | Primaire Républicaine de 2024 du 10e district congressionnel du Texas | Primaire Républicaine de 2024 du 10e district congressionnel du Texas | Primaire Républicaine de 2024 du 10e district congressionnel du Texas | Primaire Républicaine de 2024 du 10e district congressionnel du Texas |
| --------------------------------------------------------------------- | --------------------------------------------------------------------- | --------------------------------------------------------------------- | --------------------------------------------------------------------- | --------------------------------------------------------------------- |
| Parti                                                                 | Parti                                                                 | Candidat                                                              | Votes                                                                 | %                                                                     |
|                                                                       | Républicain                                                           | Michael McCaul (sortant)                                              | 59 998                                                                | 72,1                                                                  |
|                                                                       | Républicain                                                           | Jared Lovelace                                                        | 23 175                                                                | 27,9                                                                  |

| Primaire Démocrate de 2024 du 10e district congressionnel du Texas | Primaire Démocrate de 2024 du 10e district congressionnel du Texas | Primaire Démocrate de 2024 du 10e district congressionnel du Texas | Primaire Démocrate de 2024 du 10e district congressionnel du Texas | Primaire Démocrate de 2024 du 10e district congressionnel du Texas |
| ------------------------------------------------------------------ | ------------------------------------------------------------------ | ------------------------------------------------------------------ | ------------------------------------------------------------------ | ------------------------------------------------------------------ |
| Parti                                                              | Parti                                                              | Candidat                                                           | Votes                                                              | %                                                                  |
|                                                                    | Démocrate                                                          | Theresa Boisseau                                                   | 14 702                                                             | 72,2                                                               |
|                                                                    | Démocrate                                                          | Keith McPhail                                                      | 5 661                                                              | 27,8                                                               |

| Élection de 2024 du 10e district congressionnel du Texas | Élection de 2024 du 10e district congressionnel du Texas | Élection de 2024 du 10e district congressionnel du Texas | Élection de 2024 du 10e district congressionnel du Texas | Élection de 2024 du 10e district congressionnel du Texas |
| -------------------------------------------------------- | -------------------------------------------------------- | -------------------------------------------------------- | -------------------------------------------------------- | -------------------------------------------------------- |
| Parti                                                    | Parti                                                    | Candidat                                                 | Votes                                                    | %                                                        |
|                                                          | Républicain                                              | Michael McCaul (sortant)                                 | 220 908                                                  | 65,2                                                     |
|                                                          | Démocrate                                                | Theresa Boisseau                                         | 117 937                                                  | 34,8                                                     |
| Total des votes                                          | Total des votes                                          | Total des votes                                          | 338 845                                                  | 100 %                                                    |
|                                                          | Les Républicains conservent                              |                                                          |                                                          |                                                          |